# Warren Bernhardt
Warren Bernhardt (Wausau (Wisconsin), 13 november 1938 – 19 augustus 2022) was een Amerikaanse jazz-, pop- en klassiek pianist.

## Biografie
Bernhardt werd geboren in Wausau, Wisconsin. Zijn vader was pianist, waardoor hij in zijn vroege kinderjaren al met piano in aanraking kwam en hij zijn eerste basiskennis van piano van zijn vrienden leerde. Op 5-jarige leeftijd verhuisden zijn ouders naar New York, waar hij serieus begon te studeren onder verschillende instructeurs. Na de dood van zijn vader in 1957 stopte hij een tijdje met muziek om scheikunde en natuurkunde te studeren aan de Universiteit van Chicago. In die stad werd hij blootgesteld aan blues en jazz, wat de rest van zijn carrière beïnvloedde.
Van 1961 tot 1964 werkte Bernhardt in het sextet van Paul Winter, wat leidde tot zijn terugkeer naar New York. Eenmaal in New York werkte hij samen met George Benson, Gerry Mulligan, Jeremy Steig en anderen. Hij ontwikkelde ook een nauwe band met pianist Bill Evans, die zijn mentor werd. Bernhardt bracht in de jaren 1970 verschillende solo-lp's uit en werd uiteindelijk lid van de jazzfusionband Steps Ahead, terwijl hij aan soloprojecten bleef werken. In 1971 verzorgde hij de pianobegeleiding van het nummer Crossroads van Don McLean. Bernhardt heeft de afgelopen twintig jaar jazz- en klassieke opnamen uitgebracht en is ook te zien in leessessies in zowel audio- als videoformaten van Homespun Tapes. Bernhardt toerde als muzikaal leider met Steely Dan in de Verenigde Staten van 1993 tot 1994 en is te horen op Steely Dans album Alive in America. Hij trad op met Simon & Garfunkels tournee Old Friends en op Art Garfunkels solotournees en is te beluisteren op de dvd- en hdtv-presentatie Across America van Art Garfunkel. In 2009 herenigde Bernhardt zich met zijn band L'Image uit 1973, met Mike Mainieri, David Spinozza, Tony Levin en Steve Gadd. De band trad op in de Iridium Jazz Club in New York, toerde door Japan en bracht het album L'Image 2.0 uit.

## Discografie

### Als leader
- 1977: Solo Piano (Novus Records)
- 1978: Blue Montreux (Arista Records)
- 1978: Blue Montreux 2 (Arista)
- 1978: Free Smiles (Novus)
- 1979: Floating (Arista/Novus)
- 1979: Free Smile (Arista)
- 1980: Manhattan Update
- 1983: Warren Bernhardt Trio (DMP Digital Music Products)
- 1987: Hands On (DMP)
- 1990: Ain't Life Grand (DMP)
- 1991: Heat of the Moment (DMP)
- 1992: Reflections (DMP)
- 1993: Family Album (DMP)
- 2003: Amelia's Song (DMP)
- 2003: So Real (DMP)
- 2016: Lotus Night (Warner Music)

### Als sideman
Met Kenny Burrell
- 1969: Night Song (Verve)

Met Art Farmer
- 1979: Yama met Joe Henderson (CTI Records)

Met Tim Hardin
- 1968: Tim Hardin 3 Live in Concert (Verve Forecast)

Met O'Donel Levy
- 1974: Simba (Groove Merchant)

Met Mike Mainieri
- 1968: Journey Thru an Electric Tube (Solid State)

Met Pat Martino
- 1976: Starbright (Warner Bros.)

Met Gerry Mulligan
- 1966: Something Borrowed - Something Blue (Limelight Records)

Met Jeremy Steig
- 1968: Jeremy & The Satyrs (Reprise)
- 1969: This Is Jeremy Steig (Solid State)

- Bibliothèque nationale de France: cb13945242n (data)
- Gemeinsame Normdatei: 134327772
- International Standard Name Identifier: 0000 0000 5517 5976
- Library of Congress Control Number: n91117201
- MusicBrainz: a76864c8-c960-4dd4-b0d7-d842c887ba5f
- Nederlandse Thesaurus van Auteursnamen: 096359161
- SNAC: w6rw4nbg
- Système universitaire de documentation: 156957027
- Virtual International Authority File: 42030847
- WorldCat: E39PBJrGvmbDwfjR4K4cjWhGpP